# Пахман, Людек
Лю́дек Па́хман (чеш. Luděk Pachman; 11 мая 1924, Бела-под-Бездезем — 6 марта 2003, Пассау) — чехословацкий, затем немецкий шахматист, международный гроссмейстер (1954). Шестикратный чемпион Чехословакии. Активный участник Пражской весны. Брат Владимира Пахмана.

## Общественно-политическая деятельность
В 1945 году вступил в Коммунистическую партию Чехословакии, долго был ортодоксальным сторонником режима, редактировал спортивную газету.
После начала Пражской весны Пахман стал её сторонником, после ввода в страну войск Варшавского договора превратился в непримиримого борца с режимом. Дважды арестовывался, провёл в заключении полтора года, четырежды объявлял голодовки. Стал ревностным католиком.
В ноябре 1972 года эмигрировал в ФРГ. Через несколько лет поселился в Пассау (Бавария). В 1976 году лишён гражданства Чехословакии, начал выступать за ФРГ. Вступил в Христианско-социальный союз, был дружен с Ф. Й. Штраусом, в 1980 г. стал одним из соучредителей общественной организации, агитировавшей за кандидатуру Штрауса на пост канцлера Германии. Затем вместе с журналистами Иоахимом Зигеристом и Герхардом Лёвенталем основал общественную организацию «Консервативное действие», выступавшую с националистических и антикоммунистических позиций: организация проводила демонстрации с элементами провокаций на границе ФРГ и ГДР, рассылала живущим в Германии туркам письма с предложением вернуться в Турцию и вела кампанию против канцлера Германии Вилли Брандта, именуя его «предателем Отечества», желавшим «подчинить Германию диктату Москвы». Организация распалась в 1986 году на фоне скандальных взаимных обвинений между её основателями.
После Бархатной революции, вернулся в Чехию и стал участвовать в политических кампаниях ХДС-Чехословацкой народной партии. Жил попеременно в Пассау и Праге, с 1998 года только в Германии.

## Основные спортивные результаты
| Год     | Турнир                                      | Результат | Место |
| ------- | ------------------------------------------- | --------- | ----- |
| 1946    | Арбон                                       |           | 1     |
| 1947    | Зональный турнир (Хилверсюм)                | 9½ из 13  | 2-3   |
| 1948    | Межзональный турнир                         | 7½ из 19  | 17    |
| 1949    | Бухарест                                    |           | 1     |
| 1950    | Венеция                                     | 9½ из 15  | 4     |
| 1951    | Зональный турнир (Марианске-Лазне)          |           | 1     |
| 1952    | Межзональный турнир                         | 10 из 20  | 11-13 |
| 1954    | Зональный турнир (Прага — Марианске-Лазне)  | 15 из 19  | 1     |
| 1954/55 | Гастингс                                    | 5½ из 9   | 3-5   |
| 1955    | Межзональный турнир                         | 10½ из 20 | 10-11 |
| 1956    | Мемориал Стейница (Прага — Марианске-Лазне) | 12 из 19  | 3-4   |
| 1957    | Гота                                        | 10½ из 15 | 2     |
|         | Зональный турнир (Дублин)                   | 14½ из 17 | 1     |
|         | Сантьяго                                    |           | 1     |
| 1958    | Межзональный турнир                         | 11½ из 20 | 7-11  |
| 1959    | Мар-дель-Плата                              | 10½ из 14 | 1-2   |
| 1960    | Марианске-Лазне                             |           | 1     |
|         | Сараево                                     | 7½ из 11  | 1-2   |
|         | Зональный турнир (Мадрид)                   | 8½ из 15  | 8-9   |
| 1961    | Грац                                        |           | 1     |
|         | Сараево                                     | 7½ из 11  | 1-2   |
| 1964    | Межзональный турнир                         | 12½ из 23 | 13    |
| 1965    | Мемориал Капабланки (Гавана)                | 13 из 21  | 6     |
| 1968    | Афины                                       |           | 1     |
| 1973    | Нетанья                                     | 9½ из 15  | 3-4   |
| 1975    | Мангейм                                     | 10½ из 15 | 2     |
| 1975/76 | Реджо-Эмилия                                | ?         | 1     |
| 1976    | Межзональный турнир (Манила)                | 5 из 19   | 18-20 |

## Изменения рейтинга
| Графики недоступны из-за технических проблем. См. информацию на Фабрикаторе и на mediawiki.org. |